# Mount Marsland
Mount Marsland ist ein Berg im ostantarktischen Enderbyland. Er ragt 10 km südlich des östlichen Abschnitts des Beaver-Gletschers auf.
Kartiert wurde der Berg anhand von Luftaufnahmen, die 1956 im Rahmen der Australian National Antarctic Research Expeditions entstanden. Das Antarctic Names Committee of Australia (ANCA) benannte ihn 1962 dem Australier Frederick Leonard Marsland (1907–1935), Midshipman auf der RRS Discovery bei der British Australian and New Zealand Antarctic Research Expedition (1929–1931).